# Pseudepixanthis stella
Pseudepixanthis stella är en skalbaggsart som beskrevs av Hippolyte Louis Gory och Achille Rémy Percheron 1835. Pseudepixanthis stella ingår i släktet Pseudepixanthis och familjen Cetoniidae. Inga underarter finns listade i Catalogue of Life.